# Отто, Густав
Густав Отто (нем. Gustav Otto; 12 января 1883, Кёльн, Пруссия — 28 февраля 1926, Мюнхен) — немецкий разработчик и производитель самолетов и авиационных двигателей. 
Родился в Кельне в семье Николауса Августа Отто, основателя NA Otto & Cie и изобретателя четырехтактного двигателя внутреннего сгорания. Поэтому считается, что его интерес к двигателям, в частности самолетов, и их изготовлению, было то, что он унаследовал от своего отца в раннем возрасте.
Густав Отто учился в старших классах в Кельне, где проходил стажировку на предприятии по производству станков. Позже он учится в технических колледжах в Гановере, Карлсруэ и Мюнхене где углубленно изучает технику. После окончания учебы Отто остается в Мюнхене и поступает на работу в компанию Bayrische Autogarage.
Имея знаменитого отца, Густав все время старается проявить себя. Однако, как и многим детям знаменитых родителей, Густаву часто тяжело выйти из тени знаменитого предка, что часто приводит его к депрессиям и сильно скажется на его дальнейшей жизни. 